# David Misell
David Misell (Liverpool, 1846 – New York, 2 novembre 1920) è stato un inventore britannico naturalizzato statunitense, inventore della torcia elettrica.

## Biografia
Figlio di Woolf Misell e Caroline Misell fu un inventore prolifico nel campo delle prime apparecchiature elettriche.
Emigrò negli Stati Uniti d'America dove incontrò l'immigrato russo Akiba Horowitz che cambiò poi il suo nome in  Conrad Hubert. I due decisero di fondare una società per lo sfruttamento di alcune loro invenzioni e tra queste quella della prima torcia elettrica nel 1898. Vendettero i primi esemplari alla polizia municipale di New York che li trovò molto utili e ne determinò la fortuna anche se sembra che Misell non abbia poi beneficiato dei guadagni derivanti dalla sua invenzione.
Morì a New York il 2 novembre 1920.